# قلعه خاکی
قلعه خاکی، روستایی از توابع بخش بوژگان شهرستان تربت جام در استان خراسان رضوی ایران است.

## جمعیت
این روستا در دهستان هریرود قرار دارد و براساس سرشماری مرکز آمار ایران در سال ۱۳۸۵، جمعیت آن ۱۱۴ نفر (۲۱خانوار) بوده‌است.